# 関さんの森

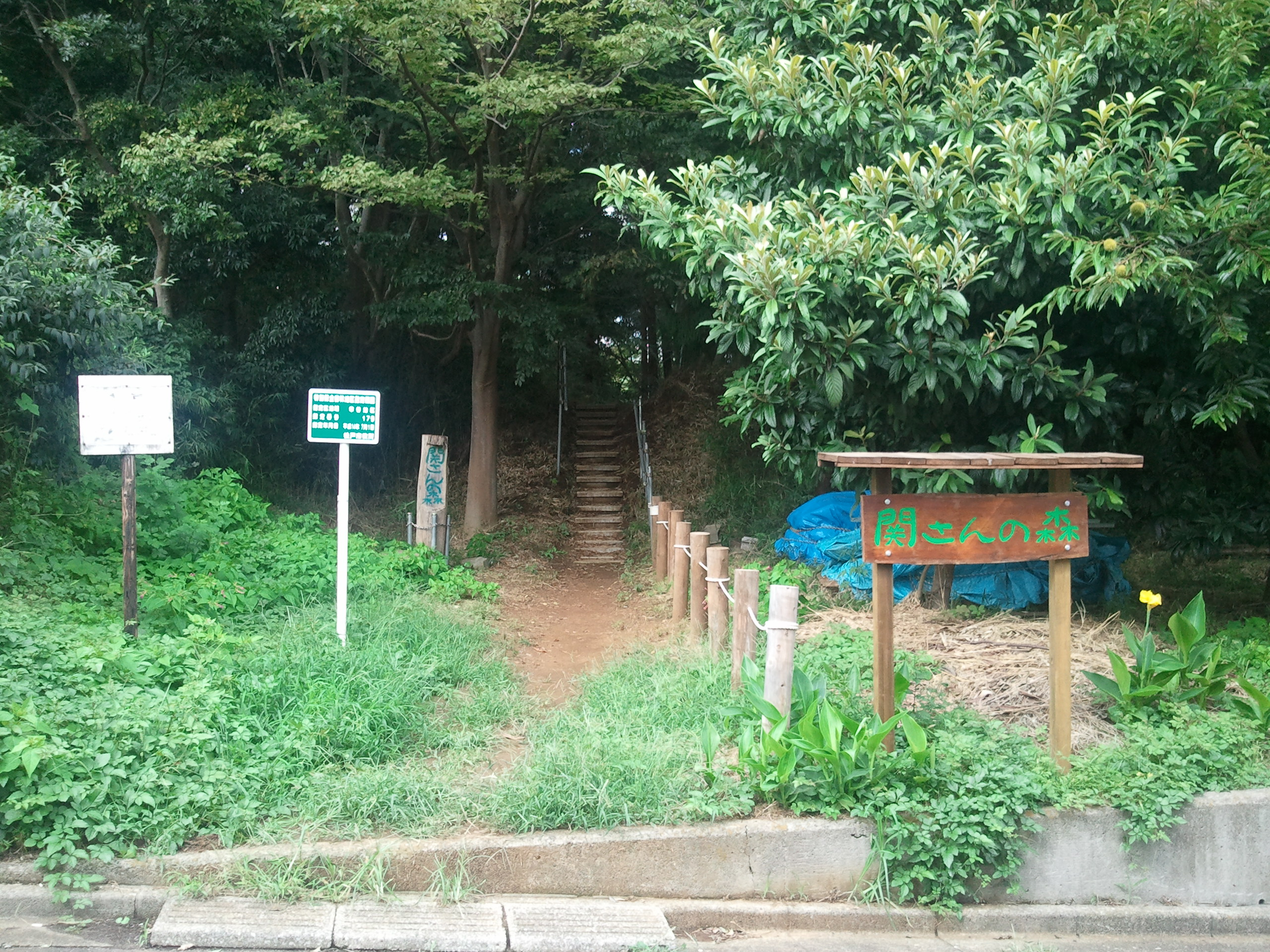
関さんの森入口（南口）左から2番目の立て札に松戸市第17号特別保全樹林地区指定が表記されている。

関さんの森（せきさんのもり）は、千葉県松戸市幸谷108にある森林。2002年7月1日に松戸市第17号特別保全樹林地区に指定された。

## 沿革
1995年に千葉県松戸市幸谷にある約2.1ヘクタールの屋敷林が財団法人埼玉県生態系保護協会に寄付された。所有者だった関美智子・関啓子姉妹の名字を取って「関さんの森」と名付けられた。平成期に入り日本各地の屋敷林の多くが、相続税の発生のために伐採されている傾向にあり、それを危惧して自然保護の観点から守ることになった。

## 周辺施設
- こども広場
- 関さんの森農園
- むつみ梅林
- 屋敷林（旧こどもの森）
- 湧水池

## 都市計画道路問題
松戸市では1964年に都市計画道路3・3・7号横須賀紙敷線（市道）が都市計画決定された。この計画では幸谷・二ツ木区間において森林の所在地を通ることになっていたため、道路予定地の自然環境保全を求めて地権者側は市に対して森林や周辺の梅林等の景観を保護するトンネル方式の道路を陳情提案した。市議会では1976年にトンネル案を採択したものの、財政上の理由から立ち消えとなっていた。しかし、東京周辺の自治体が高規格の道路を整備しつつ有るのに対し、松戸市を含む東葛地域のみが未だに片側1車線の道路網が中心であり、著しい渋滞に見舞われており、過密による事故が多発、地域も停滞している。このため、一刻も早い道路整備が必要な現状に有った。
2008年7月25日、松戸市は3・3・7号線の整備推進のため、土地収用法に基づく事務手続き開始を発表、翌8月7日には立ち入り調査を行なった。
2009年2月、松戸市と地権者側は森林を迂回するルートで暫定的な市道を建設することで合意し、基本合意書に調印した。当初の直線道路から事実上の計画変更となった。同年9月10日には基本合意書に基づく新設市道（松戸市道1地区1086号）の覚書が取り交わされ、2010年度より工事が着手された。松戸都市計画道路3・3・7号線（幸谷・二ツ木区間）および松戸市道1地区1086号は当初2011年度中の開通を見込んでいたが、埋蔵文化財の調査のために若干の遅れが生じ、2012年9月28日に開通の運びとなった。新設市道の計画では森林は残されるものの、こども広場などは大幅に削られることになり、むつみ梅林は埋蔵文化財の調査のために伐採されることとなった。また、予定地にかかっていた樹齢約200年のケンポナシは立曳き工法で移植された。

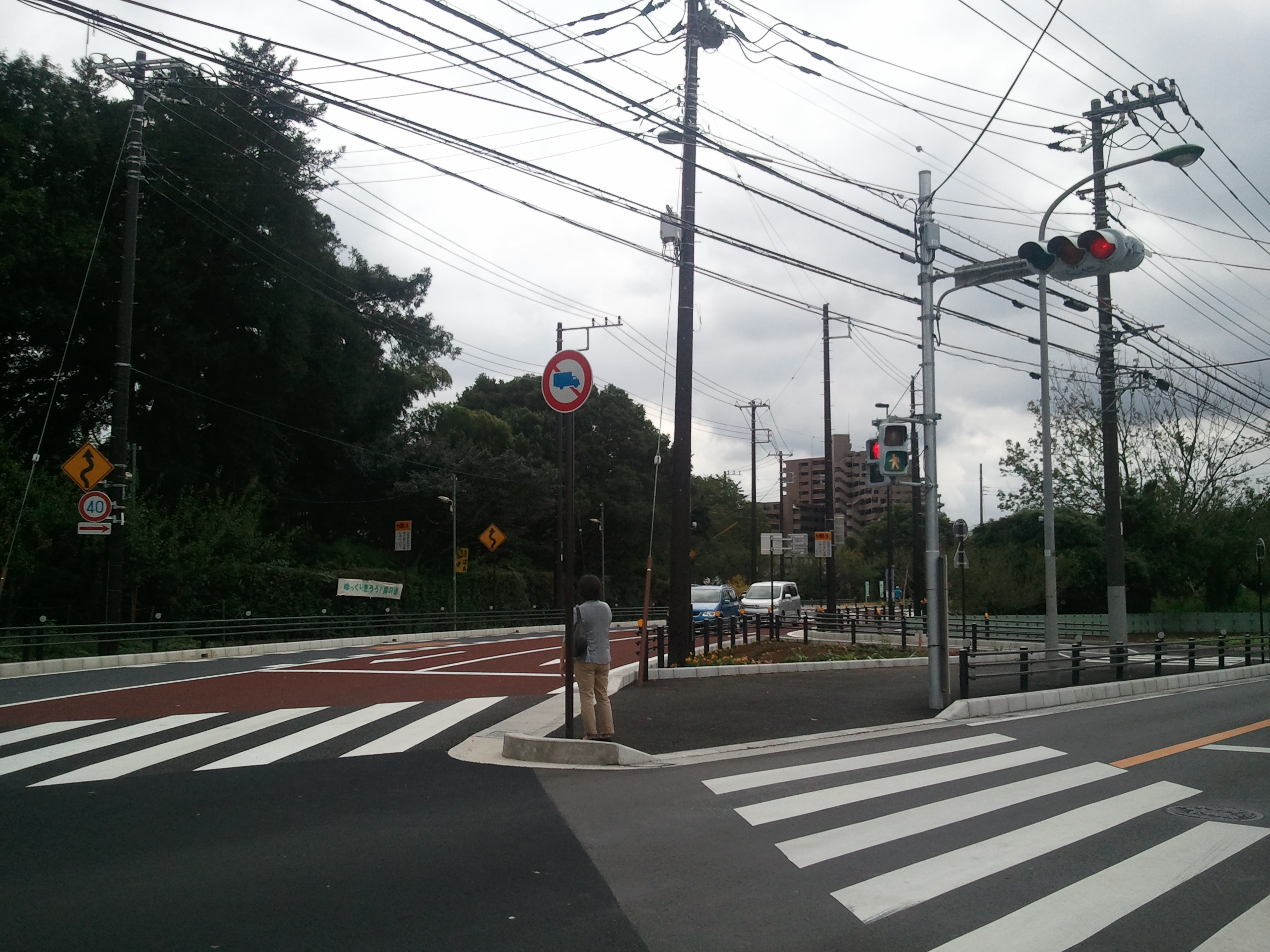
新設市道（新松戸側より）
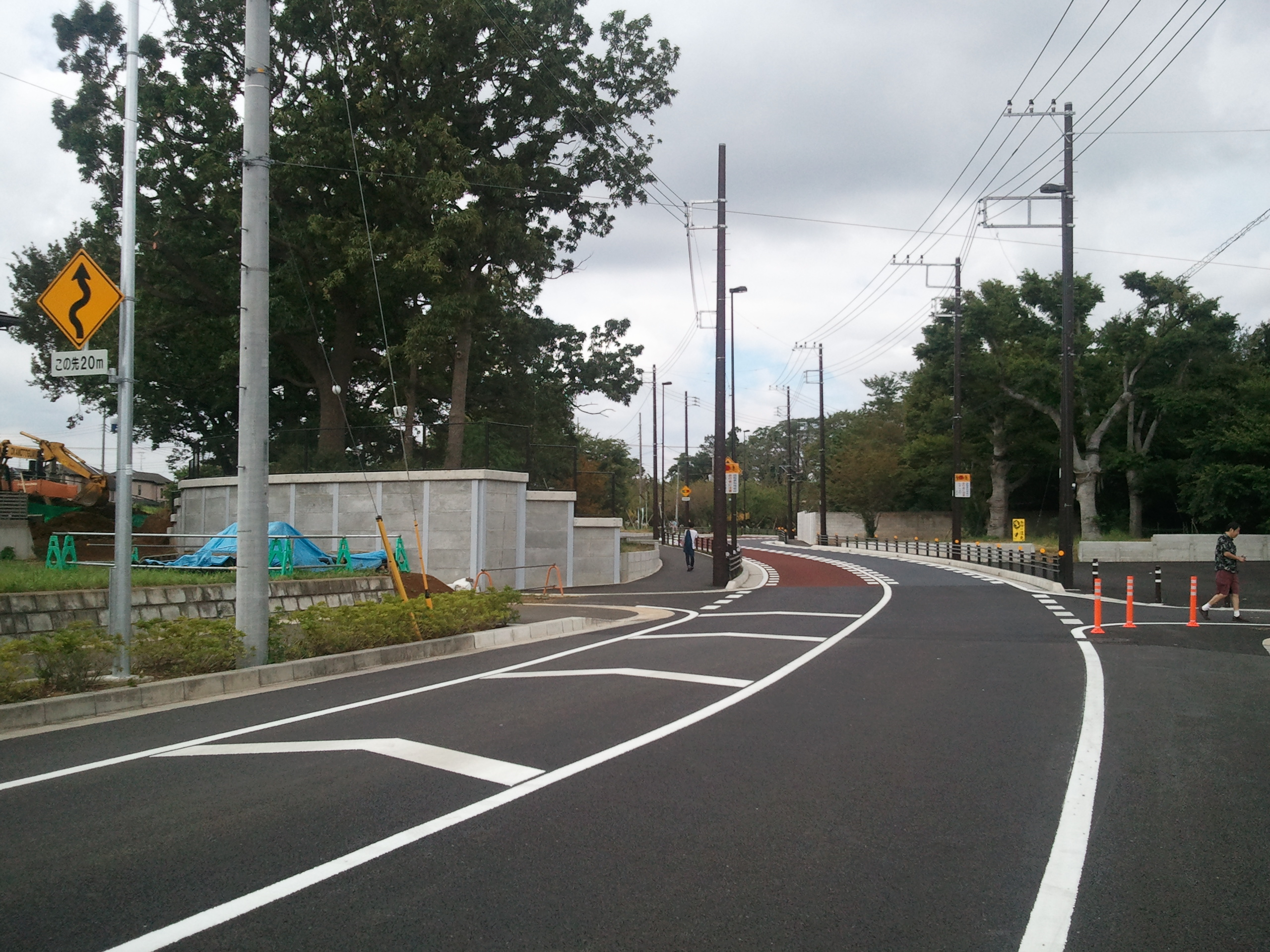
新設市道（国道6号側より）
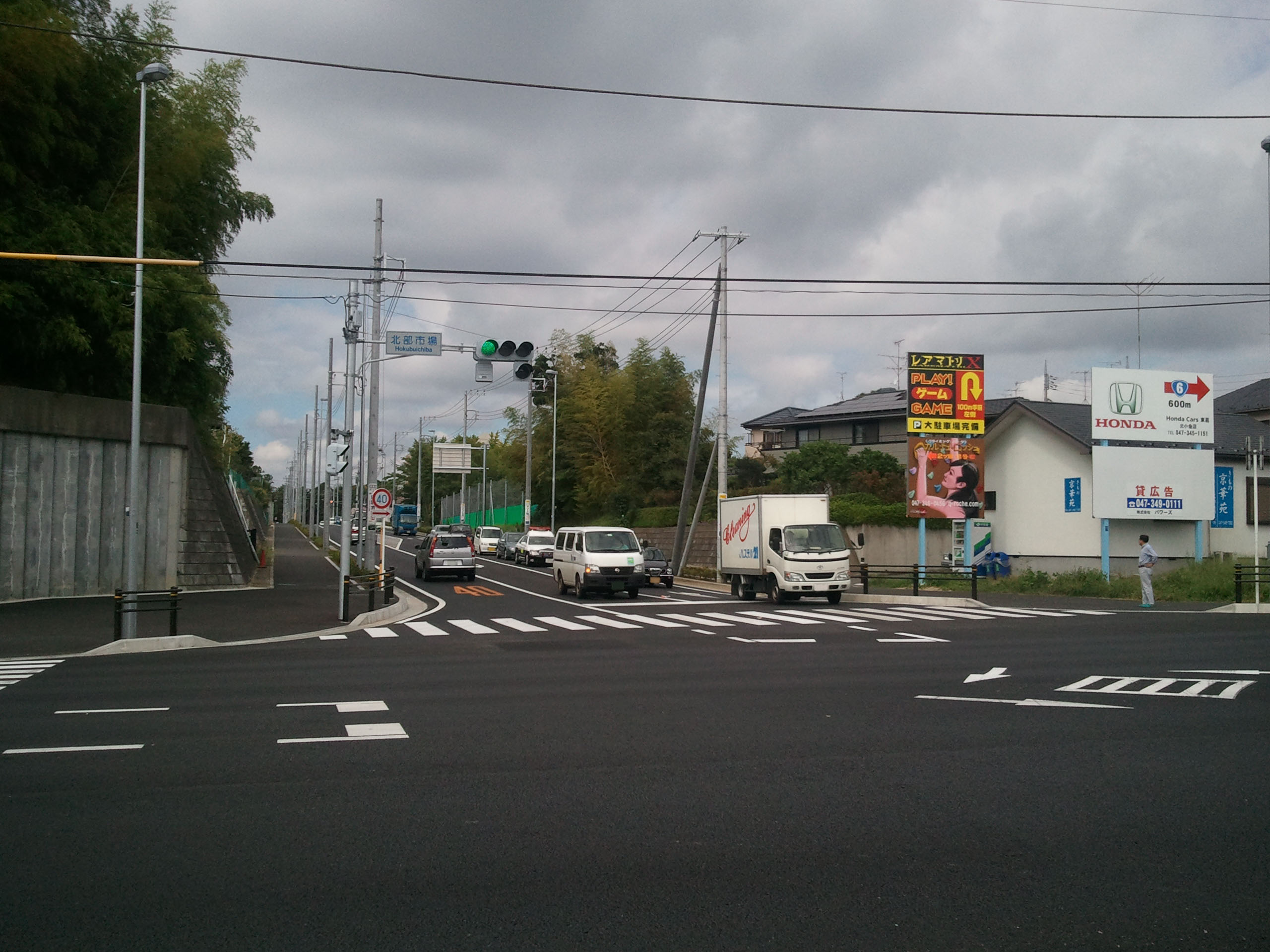
国道6号小金消防署入口交差点（旧国道6号北部市場入口交差点）
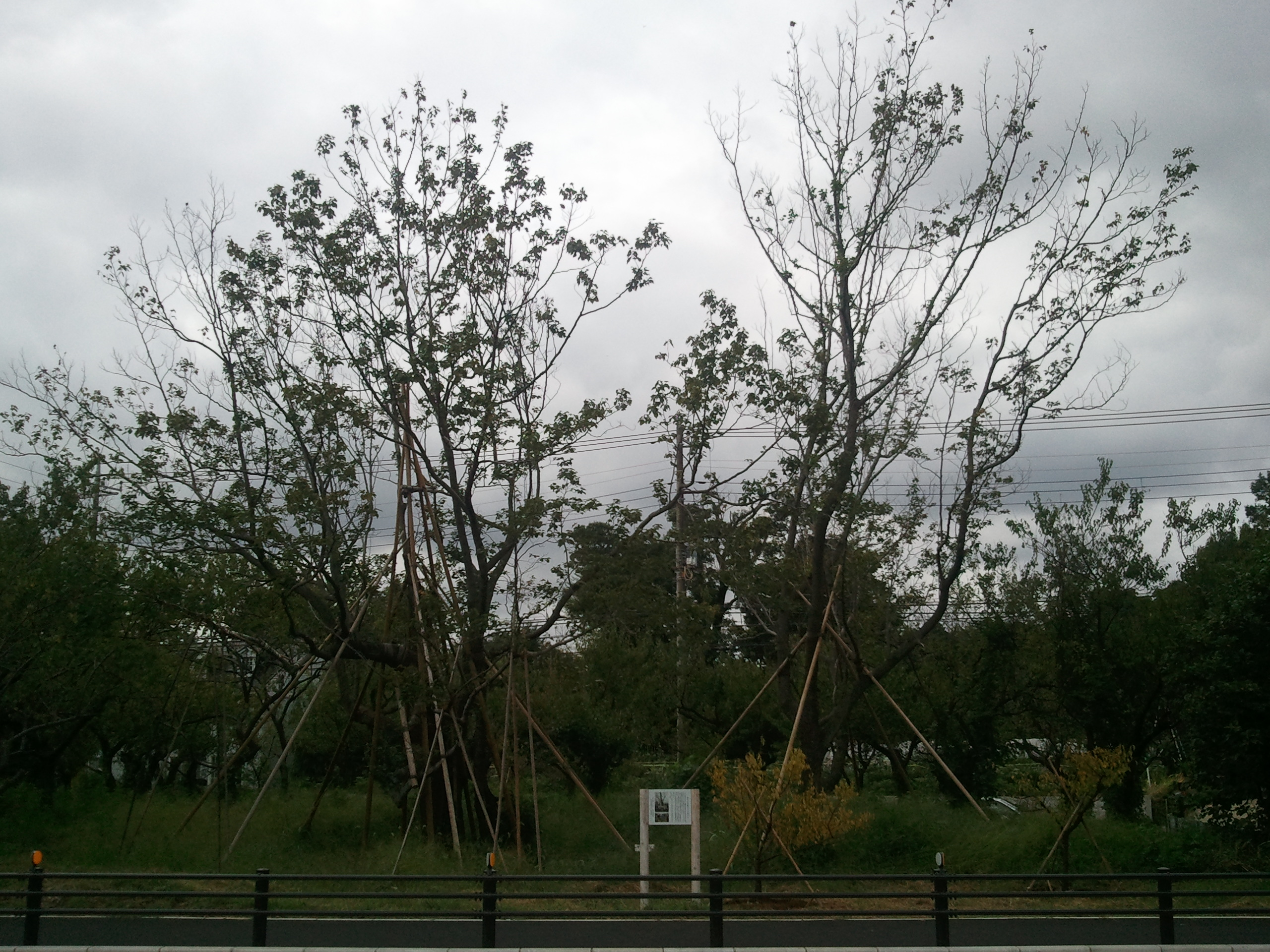
樹齢約200年のケンポナシ

## 関連書籍
- 「関さんの森」の奇跡　市民が育む里山が地球を救う（関啓子 著、新評論、2020年1月30日発行、ISBN 978-4-7948-1142-4）